# Mariya Horielova
Mariya Horielova (16 de noviembre de 2002) es una deportista de Ucrania que compite en atletismo. Ganó una medalla de bronce en el Campeonato Mundial de Atletismo Sub-20 de 2021, en la prueba de salto de longitud.